# Riera de Cogolls
La riera de Cogolls és afluent, per la dreta, del riu Brugent, riu de les comarques de la Garrotxa i la Selva i un dels principals afluents, al seu torn, del riu Ter.
La riera neix al vessant occidental del Puig Rodó, contrafort meridional de la Serra de Finestres i drena la Vall de Cogolls, on hi trobem el municipi de Les Planes d'Hostoles.
Aquesta riera té nombrosos salts d'aigua, amb unes característiques plantes petrificades, la fisonomia dels quals es deu a nombroses falles que enfonsem o aixequen els blocs de roca que controlen l'existència de nombroses fonts d'aigües subterrànies, que porten una gran abundància d'hidrogencarbonat de calci dissolt. Aquest va petrificant lentament les plantes i formant els travertins. El salt del Gorg del Molí dels Murris n'és el més conegut i popular.